# Miracolina
Miracolina, čudesno voće (Synsepalum dulcificum) kao plodove daje bobice, čija konzumacija uzrokuje da naknadno konzumirana kisela ili gorka hrana (kao limun, limeta) imaju sladak okus, a da slatko postaje još slađe. Uz to nema do sada zabilježenih štetnih nuspojava niti, što ovu biljku čini idealnim zaslađivačem za dijabetičare ili ljude koji su skloni izbjegavanju šećera zbog debljine ili drugih zdravstvenih razloga.
Miracolinu je prvi puta dokumentirao istraživač Chevalier des Marchais koji je istraživao brojne vrste voća tijekom putovanja u Sjevernu Afriku 1725. godine. Marchais je zapazio da lokalna plemena beru bobice s grmlja i žvaču ih prije jela. Biljka raste u grmovima do 6 metara visine u svom prirodnom staništu, no ne raste više od 3 metra u uzgajalištima. Biljka je zimzelena i godišnje daje dvije berbe, na kraju kišne sezone. Plodovi su malene crvene bobice sa sjemenom veličine zrna kave, a cvijeta više mjeseci u godini cvjetovima bijele boje.
Bobica miracoline sadrži protein koji se naziva miraculin koji "zavarava" osjetilo okusa na način da gorko i kiselo dobivaju sladak okus, što su ljudi u dijelovima sjeverne Afrike stoljećima koristili kako bi zasladili oporu hranu i piće. Kada se plod miracoline pojede, protein se veže na osjetilne receptore, što ima za posljedicu da gorko i kiselo dobivaju sladak okus. Iako je točan uzrok ove promjene nepoznat, jedna je teza da miraculin radi na način da mijenja oblik osjetilnih receptora za slatko tako da počnu reagirati na kiselo i gorko umjesto na šećer i ostale slatke namirnice. Ovaj efekt traje između pola sata i dva sata.

## Povijest
1970-ih godina prošlog stoljeća pokušalo se komercijalizacijom sposobnosti ovog voća pretvoriti hranu koja nije slatka u slatku bez dodatnih kalorija (kako to inače čine zaslađivači), no pokušaj je propao pod kontroverznim okolnostima što je dovelo do optužbi za sabotažu od strane industrije šećera koja bi pretrpila ogomne gubitke gubitkom potrebe za šećerom.

## Opće informacije i uzgoj
Biljka najbolje uspijeva na tlu pH faktora između 4,5 i 5,8, u okruženju bez mraza, u djelomičnoj sjeni te uz visoku vlažnost. Bez korištenja biljnih hormona klijanje sjema iznosi 24%.
Postoje pokušaji stvaranja umjetnog zaslađivača na bazi biljke za dijabetičare. Uzgajivači ove biljke tvrde da postoji i određeni interes za plod od strane oboljelih od raka koji tvrde da olakšava metalni okus u ustima koji je posljedica kemoterapije, no nema znanstvenih istraživanja koja bi proučavala ovu tvrdnju. U ovom trenutku postoji barem jedna tvrtka koja se bavi razvojem pročišćene verzije proteina.

## Smrznuti-suhi oblik
Bobice miracoline su dostupne i kao zamrznte ili suhe granule te tablete, iako je tablete vrlo teško pronaći izvan Azije gdje su vrlo popularne među dijabetičarima i dijetetičarima.
Učinak miraculina je moguć preko jezika, ne preko probave, te se stoga pri uzimanju tablete ista mora rastopiti u ustima.

## Nedostatci
Ne može se kuhati jer bi miraculin, koji je bjelančevina, kuhanjem izgubio svojstva. Iako miraculin mijenja percepciju okusa, ne mijenja sastojke hrane. Stoga su usta i probavni trakt i dalje osjetljivi na visoku kiselost pojedinih namirnica (kao što je limunov sok) što može rezultirati raznim zdravstvenim smetnjama ako se takve namirnice konzumiraju u velikim količinama.

## Galerija
- Plodovi.
- Miracolina.

## Vanjske poveznice
- Bobica koja će promijeniti naše ideje u prehrani
- [neaktivna poveznica]
- Psihofizička i psihofiziološka istraživanja okusnog sistema  Arhivirana inačica izvorne stranice od 7. lipnja 2007. (Wayback Machine)
- Tko je srezao čudesnu bobicu?  Arhivirana inačica izvorne stranice od 6. svibnja 2008. (Wayback Machine)